# Abchaziska ASSR
Abchaziska ASSR, Abchaziska autonoma socialistiska sovjetrepubliken var en autonom republik i Sovjetunionen, inom Georgiska SSR. Abchaziska ASSR bildades år 1931, då Abchaziska SSR, ursprungligen bildat år 1921, övergick i den autonoma sovjetrepubliken inom Georgiska SSR.
Abchaziska ASSR antog sin egen grundlag den 2 augusti 1937. Det högsta verkställande organet var högsta Sovjet som valdes vart fjärde år. Den verkställande makten utövades av ministerrådet som utsågs av högsta Sovjet. Abchaziska ASSR hade 11 representanter i nationernas råd i Sovjetunionens högsta Sovjet.